# Batalla de Lizard Point
La batalla de Lizard Point fue una acción naval que tuvo lugar el 18 de febrero de 1637 en la costa de Cornualles, Inglaterra, durante la guerra de los Ochenta Años. El almirante español Miguel de Horna, comandante de la Armada de Flandes, interceptó un importante convoy mercantil anglo-neerlandés de 44 buques escoltados por seis buques de guerra, destruyendo o capturando a 20 de ellos, y regresó a salvo a su base en Dunkerque.

## Antecedentes
A principios de 1636, el experimentado corsario dunkerqués Jacob Collaert, comandante de la Armada de Flandes, fue derrotado por cinco buques de guerra de la flota holandesa de bloqueo bajo el mando del capitán Johan Evertsen. Su galeón y otro buque fueron hundidos después de un prolongado enfrentamiento frente a la costa francesa, cerca de Dieppe y fue capturado junto con 200 hombres. Después de un intercambio de prisioneros fue liberado pero murió de una enfermedad en La Coruña poco después. El navarro Miguel de Horna lo reemplazó. Horna también demostró ser un hábil comandante, ya que destruyó tres convoyes enemigos principales en menos de dos años, ganando las acciones de Lizard Point, Mardyck y Channel.

## La batalla
Miguel de Horna zarpó de Dunkerque el 18 de febrero al mando de un escuadrón de cinco barcos y dos fragatas, para atacar la flota pesquera holandesa y las rutas comerciales. Sus capitanes fueron el vasco Antonio de Anciondo, los flamencos Marcus van Oben y Cornelis Meyne y los castellanos Antonio Díaz y Salvador Rodríguez. Después de capturar un barco mercante mientras estaba bajo el fuego de las baterías costeras de Calais, el escuadrón español cruzó el canal de la Mancha. Un convoy anglo-neerlandés de 28 mercantes holandeses y 16 mercantes ingleses, escoltados por seis buques de guerra holandeses, fue avistado frente a Lizard Point, en la costa de Cornualles. Los buques de guerra españoles se dirigieron rápidamente al ataque, acercándose al convoy bajo el intenso fuego de los buques de guerra que los escoltaban.
Poco después de que la escolta del convoy fuera atacada por los españoles, el buque insignia neerlandés quedó completamente inutilizado por el intenso fuego de cañones y mosquetes del buque insignia de Horna. El barco de Antonio Díaz logró abordarlo y capturar su bandera pero el asalto finalmente fue rechazado. Un segundo intento del barco de Horna, que duró media hora, también falló pero con la ayuda de un tercer barco español bajo el mando de Cornelis Meyne, finalmente fue capturado. Aunque los mercaderes utilizaron sus cañones para ayudar a los buques de guerra holandeses, tres de ellos se hundieron. Los otros dos se rindieron y fueron capturados. Las naves del convoy se dispersaron e intentaron escapar individualmente pues  aprovecharon el humo de la batalla y la oscuridad de la noche. Sin embargo, 14 de ellos cayeron en manos españolas y fueron llevados a Dunkerque con los tres buques de guerra capturados.

## Consecuencias
Horna regresó a Dunkerque escoltando 17 premios completamente cargados con municiones y suministros. Evitó al almirante neerlandés, Philips van Dorp, que había sido enviado a interceptarlo con 20 buques de guerra. Dorp intentó bloquear a la flota española en el puerto, pero Horna pudo continuar sus campañas sin dificultades. En julio tendió una emboscada a dos convoyes holandeses de Burdeos, llevándose 12 barcos cargados, entre otras cosas, con 125 valiosos caballos. Un convoy que venía desde Venecia a Ámsterdam también fue capturado, así como 14 barcos de la Compañía Neerlandesa de las Indias Orientales y ocho que llevaban regalos al rey Luis XIII.
En otra hazaña posterior, el 18 de febrero de 1639, cuando fue atacado por una flota holandesa de 17 barcos, Horna logró ayudar a un convoy español a escapar, a pesar de su inferioridad numérica.